# Gran Premio del Sudafrica 1984
Il Gran Premio del Sudafrica 1984 è stata la seconda prova della stagione 1984 del Campionato mondiale di Formula 1. Si è corsa sabato 7 aprile 1984 sul Circuito di Kyalami. La gara è stata vinta dall'austriaco Niki Lauda su McLaren-TAG Porsche; per il vincitore si trattò del ventesimo successo nel mondiale. Ha preceduto sul traguardo il compagno di scuderia, il francese Alain Prost, e il britannico Derek Warwick su Renault. Per quest'ultimo si trattò del primo podio in una gara valida per il mondiale di F1.

## Vigilia

### Aspetti tecnici
L'altitudine del sito nel quale si trovava il circuito, 1700 metri sul livello del mare, rendeva meno problematico il consumo di carburante, che rappresentava la sfida tecnica più importante della stagione. I tecnici avevano infatti calcolato che la rarefazione dell'aria consentiva un risparmio di benzina del 10%, rispetto a una gara disputata al livello del mare.

### Aspetti sportivi
La tenuta della gara, che era stata spostata, in calendario, da ottobre ad aprile, fu in dubbio. Lo sponsor Sun Hotels decise di non sostenere più il gran premio, che venne salvato dall'arrivo di un nuovo finanziatore, la National Panasonic. Anche la situazione del circuito era critica, tanto che la gara poté tenersi solo grazie a una deroga concessa dalla FISA, che impose il rifacimento della zona dei box, quale condizione del permanere della gara in calendario, per la stagione 1985. A novembre 1983 la FISA aveva anche deciso di posticipare l'inizio della stagione al 25 marzo, col Gp del Brasile, al fine di spostare ad aprile, la seconda gara, quella del Sudafrica, per dare più tempo, agli organizzatori di quest'ultima, di sistemare la pista. Il calendario venne confermato il 24 novembre.

## Qualifiche

### Resoconto
Keke Rosberg su Williams-Honda ottenne il miglior tempo, nella prima giornata di prove. Il finlandese, che abbassò il record in prova di quasi un secondo e due decimi, precedette di poco più di un decimo Nelson Piquet (che toccò i 321 km/h sul rettilineo), e di quattro decimi e mezzo Patrick Tambay. Le due Ferrari di Michele Alboreto e René Arnoux chiusero staccate di due secondi, a causa di gravi problemi di aderenza. Johnny Cecotto, della Toleman, fu autore di un'uscita di pista, in piena velocità, nella parte bassa del tracciato. La vettura fu distrutta ma il pilota rimase incolume. Nella prima giornata, i due piloti della RAM, Philippe Alliot e Jonathan Palmer, non presero parte alle prove, per dei problemi tecnici ai rispettivi motori.
Al venerdì Nelson Piquet, grazie al nuovo record del tracciato, colse la pole position, la nona in carriera nel mondiale, relegando Rosberg in seconda posizione. Nigel Mansell, grazie anche a delle speciali turbine Garrett, scalò terzo, precedendo così Tambay. Anche l'altro pilota della Brabham, Teo Fabi, fu competitivo, cogliendo il sesto tempo. Migliorarono di poco le Ferrari, con Alboreto che conquistò la quinta fila. I problemi di aderenza erano stati in parte risolti, ma la scuderia italiana scontava una minor velocità di punta, tanto che vennero poste in causa le turbine KKK, che meglio si adattavano al motore BMW. Anche l'assenza della Ferrari ai test precampionato, svolti a Kyalami a marzo, venne considerata un'altra causa della mancanza di prestazione per la casa di Maranello.

### Risultati
I risultati delle qualifiche furono i seguenti:
| Pos                     | Nº | Pilota             | Costruttore           | Tempo    | Griglia |
| ----------------------- | -- | ------------------ | --------------------- | -------- | ------- |
| 1                       | 1  | Nelson Piquet      | Brabham-BMW           | 1'04"871 | 1       |
| 2                       | 6  | Keke Rosberg       | Williams-Honda        | 1'05"058 | 2       |
| 3                       | 12 | Nigel Mansell      | Lotus-Renault         | 1'05"125 | 3       |
| 4                       | 15 | Patrick Tambay     | Renault               | 1'05"339 | 4       |
| 5                       | 7  | Alain Prost        | McLaren-TAG Porsche   | 1'05"354 | PL      |
| 6                       | 2  | Teo Fabi           | Brabham-BMW           | 1'05"923 | 6       |
| 7                       | 11 | Elio de Angelis    | Lotus-Renault         | 1'05"953 | 7       |
| 8                       | 8  | Niki Lauda         | McLaren-TAG Porsche   | 1'06"043 | 8       |
| 9                       | 16 | Derek Warwick      | Renault               | 1'06"056 | 9       |
| 10                      | 27 | Michele Alboreto   | Ferrari               | 1'06"323 | 10      |
| 11                      | 5  | Jacques Laffite    | Williams-Honda        | 1'06"762 | 11      |
| 12                      | 14 | Manfred Winkelhock | ATS-BMW               | 1'06"974 | 12      |
| 13                      | 19 | Ayrton Senna       | Toleman-Hart          | 1'06"981 | 13      |
| 14                      | 26 | Andrea De Cesaris  | Ligier-Renault        | 1'07"245 | 14      |
| 15                      | 28 | René Arnoux        | Ferrari               | 1'07"345 | 15      |
| 16                      | 23 | Eddie Cheever      | Alfa Romeo            | 1'07"704 | 16      |
| 17                      | 25 | François Hesnault  | Ligier-Renault        | 1'07"787 | 17      |
| 18                      | 22 | Riccardo Patrese   | Alfa Romeo            | 1'08"042 | 18      |
| 19                      | 20 | Johnny Cecotto     | Toleman-Hart          | 1'08"298 | 19      |
| 20                      | 24 | Piercarlo Ghinzani | Osella-Alfa Romeo     | 1'09.609 | NP      |
| 21                      | 21 | Mauro Baldi        | Spirit-Hart           | 1'09"923 | 20      |
| 22                      | 10 | Jonathan Palmer    | RAM-Hart              | 1'10"383 | 21      |
| 23                      | 9  | Philippe Alliot    | RAM-Hart              | 1'10"619 | 22      |
| 24                      | 17 | Marc Surer         | Arrows-Ford Cosworth  | 1'11"808 | 23      |
| 25                      | 4  | Stefan Bellof      | Tyrrell-Ford Cosworth | 1'12"022 | 24      |
| 26                      | 3  | Martin Brundle     | Tyrrell-Ford Cosworth | 1'12"233 | 25      |
| Vetture non qualificate |    |                    |                       |          |         |
| NQ                      | 18 | Thierry Boutsen    | Arrows-Ford Cosworth  | 1'12"274 | 26      |

## Warm up

### Resoconto
Durante il warm-up, il pilota della Osella, Piercarlo Ghinzani uscì di pista alla curva Jukskei Kink, a circa 260 km/h; l'impatto fu violentissimo, tanto che la sua vettura si spezzò in due tronconi mentre, il carburante fuoriuscito, prese fuoco, con le fiamme che avvolsero l'abitacolo. La tragedia venne evitata grazie al tempestivo intervento dei soccorsi e di un coraggioso commissario che riuscì a estrarre il pilota dall'abitacolo. Ghinzani fu portato prima nel centro medico del circuito, poi in un ospedale di Johannesburg, dove gli furono riscontrate lievi ustioni alle mani e al volto. Al suo posto partecipò alla gara Thierry Boutsen, unico pilota che aveva mancato la qualificazione.

## Gara

### Resoconto
Al via del giro di ricognizione Alain Prost fu costretto a lasciare la sua vettura, per problemi tecnici all'alimentazione, ed adottare il muletto, regolato per Niki Lauda. Il francese si schierò al via dalla corsia dei box.
In griglia Riccardo Patrese e Philippe Alliot fecero segno di alcuni problemi sulle rispettive monoposto. La procedura di partenza venne interrotta, e la direzione di gara accorciò la corsa di un giro, come era già accaduto nel gran premio precedente.
Al via Nelson Piquet mancò una marcia, facendosi passare da Keke Rosberg; anche Nigel Mansell passò il brasiliano, ma subito dopo un problema al motore lo fece retrocedere a centro gruppo. Seguivano Niki Lauda, Teo Fabi, le due Renault di Derek Warwick e Patrick Tambay, poi Elio De Angelis, Jacques Laffite e Michele Alboreto. Al termine del primo giro, sul rettilineo dei box, Piquet passò Rosberg per il primo posto, Fabi Lauda, per il secondo, e Alboreto Laffite, per l'ottavo.
Fabi passò il giro seguente anche Rosberg: due Brabham si trovarono così nei primi due posti del gran premio; al quarto giro Rosberg cedette la terza posizione a Lauda. L'austriaco pressò per alcuni giri Fabi, facendogli consumare le gomme. Nel corso del decimo passaggio lo sorpassò, infine, alla Leeukop. Il pilota italiano cambiò gli pneumatici il giro seguente ma, al giro 20, fu poi costretto all'abbandono per un guasto del turbo.
Lauda iniziò a pressare anche Piquet, mentre Rosberg, ora terzo, guidava il plotone di altri piloti, con Derek Warwick che non aveva lo spunto sufficiente per tentare un sorpasso. Nelson Piquet cambiò gli pneumatici, al giro 21: Niki Lauda scalava così in testa. Piquet era sceso sesto, dietro a Rosberg, e le due Renault ed Elio De Angelis. Il brasiliano passò subito De Angelis, mentre, dietro al pilota della Lotus, c'era Alain Prost che, pur partito dalla corsia dei box, aveva rapidamente scalato la classifica. Il francese, al giro 25, passò anche De Angelis.
Grazie alle gomme nuove, Nelson Piquet recuperò su Tambay e Warwick, e poi su Rosberg: al giro 25 il pilota della Brabham era nuovamente secondo. Un giro dopo Prost passò anche Tambay, scalando quinto. Il pilota della Renault cedette ancora, a De Angelis, al ventottesimo giro. Nello stesso giro ci fu il ritiro di Johnny Cecotto, che era sedicesimo, a causa dello scoppio di una gomma anteriore. Il venezuelano riuscì a governare la sua Toleman, senza subire danni.
Al giro 29 dovette abbandonare, ancora per un problema al turbo, l'unica Brabham rimasta in gara, quella di Piquet. Rosberg si trovò di nuovo secondo, con alle spalle però Alain Prost, che aveva passato anche Warwick. Prost si fermò ai box, per la sostituzione degli pneumatici, al giro 31, così come Patrick Tambay. Rientrarono in pista, ruota a ruota, con Prost nono e Tambay decimo. Niki Lauda attese il trentaquattresimo passaggio per il suo cambio gomme: rientrò in pista ancora primo, ma rischiò subito un testacoda, a causa della temperatura, ancora basse, degli pneumatici.
Si infiammò la lotta per la seconda posizione, tra Keke Rosberg, Derek Warwick e Elio De Angelis. Jacques Laffite strappò la quinta posizione ad Alboreto. Roberg si fermò al giro 39, rientrando alle spalle di Prost e Tambay. Un giro dopo anche Warwick effettuò la sosta per il cambio gomme; rientrò nono, dietro a Tambay. De Angelis si ritrovo così al secondo posto, alle spalle di Lauda. Dietro al pilota italiano c'erano Laffite, Alboreto, Prost, Arnoux e Mansell. De Angelis attese fino al giro 40 per la sua sosta. Tornò in pista nono. Un giro dopo abbandonò il gran premio René Arnoux.
Tra il giro 42 e 43 Alain Prost passò Michele Alboreto e Jacques Laffite, portandosi al secondo posto. Al giro 44 Warwick passò Tambay, suo compagno di squadra, per il sesto posto. Elio De Angelis rientrò ai box, per un problema tecnico. Dietro al duo della McLaren, si trovarono così Jacques Laffite, Alboreto, Mansell, Warwick e Tambay.
Derek Warwick passò Mansell, al giro 47, mentre Tambay, a causa del degrado degli pneumatici, fu costretto a una nuova sosta, che lo allontanò dalla zona dei punti. Al giro 51 Warwick passò anche Alboreto: con le due vetture appaiate alla Kink, il pilota milanese resistette ma, alla Crowthorne, il britannico sfruttò la miglior traiettoria, e passò davanti. Nigel Mansell e Keke Rosberg si ritirarono al giro 52. Ayrton Senna entrò in zona punti, sesto.
Il brasiliano della Toleman venne però presto passato da Patrick Tambay. Al cinquantaseiesimo giro una foratura costrinse Warwick, quarto, a un nuovo stop ai box. Rientrò in gara sesto. Senna, limitato, per buona parte di gara, da un problema allo sterzo, cedette diverse posizioni, scalando decimo.
Al giro 61 Laffite perse la ruota anteriore destra alla Barbeque; Alboreto si trovò terzo, ma per poco, venendo passato da Patrick Tambay, dopo un solo giro. Al sessantaquattresimo giro Alboreto cedette anche la quarta piazza, a Warwick. La gara di Tambay, terzo, s'interruppe al giro 67, per mancanza di benzina. Warwick si trovò terzo, davanti ad Alboreto, Patrese, De Cesaris e Senna.
Anche la gara di Michele Alboreto finì con un ritiro: nel corso del settantaduesimo passaggio il pilota della Scuderia Ferrari dovette abbandonare, per un problema all'iniezione.
Niki Lauda vinse, per la ventesima volta nel mondiale (la prima dal Gran Premio di Gran Bretagna 1982), davanti ad Alain Prost, unici piloti a pieni giri. Fu la terza doppietta per la McLaren, nella storia del campionato. Derek Warwick, terzo, colse il primo podio, mentre Ayrton Senna, sesto, colse il primo punto iridato.

### Risultati
I risultati del gran premio furono i seguenti:
| Pos | Nº | Pilota             | Costruttore           | Giri | Tempo/Ritiro        | Griglia | Punti |
| --- | -- | ------------------ | --------------------- | ---- | ------------------- | ------- | ----- |
| 1   | 8  | Niki Lauda         | McLaren-TAG Porsche   | 75   | 1h29'23"430         | 8       | 9     |
| 2   | 7  | Alain Prost        | McLaren-TAG Porsche   | 75   | + 1'05"950          | 5       | 6     |
| 3   | 16 | Derek Warwick      | Renault               | 74   | + 1 giro            | 9       | 4     |
| 4   | 22 | Riccardo Patrese   | Alfa Romeo            | 73   | + 2 giri            | 18      | 3     |
| 5   | 26 | Andrea De Cesaris  | Ligier-Renault        | 73   | + 2 giri            | 14      | 2     |
| 6   | 19 | Ayrton Senna       | Toleman-Hart          | 72   | + 3 giri            | 13      | 1     |
| 7   | 11 | Elio De Angelis    | Lotus-Renault         | 71   | + 4 giri            | 7       |       |
| 8   | 21 | Mauro Baldi        | Spirit-Hart           | 71   | + 4 giri            | 20      |       |
| 9   | 17 | Marc Surer         | Arrows-Ford Cosworth  | 71   | + 4 giri            | 23      |       |
| 10  | 25 | François Hesnault  | Ligier-Renault        | 71   | + 4 giri            | 17      |       |
| SQ  | 3  | Martin Brundle     | Tyrrell-Ford Cosworth | 71   | Squalificato        | 25      |       |
| 11  | 27 | Michele Alboreto   | Ferrari               | 70   | Iniezione           | 10      |       |
| 12  | 18 | Thierry Boutsen    | Arrows-Ford Cosworth  | 70   | + 5 giri            | 26      |       |
| Rit | 15 | Patrick Tambay     | Renault               | 66   | Mancanza di benzina | 4       |       |
| SQ  | 4  | Stefan Bellof      | Tyrrell-Ford Cosworth | 60   | Squalificato        | 24      |       |
| Rit | 5  | Jacques Laffite    | Williams-Honda        | 60   | Ruota               | 11      |       |
| Rit | 14 | Manfred Winkelhock | ATS-BMW               | 53   | Motore              | 12      |       |
| Rit | 6  | Keke Rosberg       | Williams-Honda        | 51   | Ruota               | 2       |       |
| Rit | 12 | Nigel Mansell      | Lotus-Renault         | 51   | Turbo               | 3       |       |
| Rit | 28 | René Arnoux        | Ferrari               | 40   | Iniezione           | 15      |       |
| Rit | 1  | Nelson Piquet      | Brabham-BMW           | 29   | Turbo               | 1       |       |
| Rit | 20 | Johnny Cecotto     | Toleman-Hart          | 26   | Pneumatico          | 19      |       |
| Rit | 9  | Philippe Alliot    | RAM-Hart              | 24   | Motore              | 22      |       |
| Rit | 10 | Jonathan Palmer    | RAM-Hart              | 22   | Cambio              | 21      |       |
| Rit | 2  | Teo Fabi           | Brabham-BMW           | 18   | Turbo               | 6       |       |
| Rit | 23 | Eddie Cheever      | Alfa Romeo            | 4    | Radiatore           | 16      |       |
| NP  | 24 | Piercarlo Ghinzani | Osella-Alfa Romeo     | 0    | Non partito         | 20      |       |

## Classifiche

### Piloti
| Pos. | Pilota            | Punti |
| ---- | ----------------- | ----- |
| 1    | Alain Prost       | 15    |
| 2    | Niki Lauda        | 9     |
| 3    | Keke Rosberg      | 6     |
| 4    | Elio De Angelis   | 4     |
| 5    | Derek Warwick     | 4     |
| 6    | Eddie Cheever     | 3     |
| 7    | Riccardo Patrese  | 3     |
| 8    | Patrick Tambay    | 2     |
| 9    | Andrea De Cesaris | 2     |
| 10   | Thierry Boutsen   | 1     |
| 11   | Ayrton Senna      | 1     |

### Costruttori
| Pos. | Team                 | Punti |
| ---- | -------------------- | ----- |
| 1    | McLaren-TAG Porsche  | 24    |
| 2    | Williams-Honda       | 6     |
| 3    | Renault              | 6     |
| 4    | Alfa Romeo           | 6     |
| 5    | Lotus-Renault        | 4     |
| 6    | Ligier-Renault       | 2     |
| 7    | Arrows-Ford Cosworth | 1     |
| 8    | Toleman-Hart         | 1     |

## Decisioni della FISA
La FISA sottopose a verifica tecnica le due monoposto della McLaren, al termine della gara. Il delegato della Federazione, Gabriele Cadringher, scoprì all'interno dei serbatoi decine di piccole sfere di plastica, che galleggiavano nel carburante. Il progettista, John Barnard, si giustificò affermando che aveva commesso un errore nel progettare della vettura, tanto da dover rimontare, sulla vettura, il serbatoio dell'anno precedente. Siccome tale serbatoio era diventato, per le modifiche regolamentari avvenute nel frattempo, non più ammesso, in quanto troppo capiente, si era deciso di limitare la capacità dello stesso, inserendovi delle capsule di plastica. La scuderia inglese si difese sottolineando come altre scuderie avevano limitato la capacità dei serbatoi, inserendovi delle barrette in caucciù, come la Renault. Cadringher ipotizzò che tali capsule potessero restringersi di volume, per effetto del gas, consentendo alla McLaren di caricare più carburante di quanto ammesso. Venne però dimostrato che contenevano solo aria, e per tale ragione le vetture vennero considerate regolari.
A seguito delle indagini compiute sulle monoposto della Tyrrell, al termine del Gran Premio di Detroit, la Federazione scoprì che sulle vetture inglesi, durante la gara, veniva effettuato un rabbocco di un liquido contenente pallini di piombo, che serviva per arricchire l'aria immessa sui tromboncini di aspirazione, al fine di ritardare la detonazione del motore, rendendo così possibile l'utilizzo di un maggior rapporto di compressione, ottenendo una maggiore potenza. In una riunione del 18 luglio 1984, la FISA decise di escludere la Tyrrell dalle rimanenti gare del campionato del mondo, e cancellò tutti i punti ottenuti fino al momento della squalifica. Venne deciso che i punti attribuiti ai piloti della scuderia britannica non sarebbero stati assegnati. Le vetture proseguirono a partecipare al campionato, fino al Gran Premio d'Olanda, ma la loro partecipazione fu sub judice. La squalifica della Tyrrell venne confermata dal Tribunale d'Appello della FISA, dopo una riunione del 29 agosto. La scuderia venne esclusa dai successivi gran premi.
Il 9 ottobre la FISA decise di rideterminare le classifiche di tutte le gare, fino a quel momento disputate, facendo scalare in graduatoria tutti i piloti classificatisi alle spalle dei piloti della Tyrrell. Per la gara sudafricana questo però non incise sulla distribuzione dei punti, in quanto Martin Brundle si era classificato undicesimo, e Stefan Bellof era stato costretto al ritiro.